# Jerónimo Augusto de Bivar Gomes da Costa
Jerónimo Augusto de Bivar Gomes da Costa (Faro, São Pedro, Palácio Bivar, 6 de Fevereiro de 1833 - 25 de Outubro de 1889) foi um médico e político português.

## Família
Filho de Manuel José de Bivar Gomes da Costa Weinholtz e de sua mulher Mariana Bárbara Taboada.

## Biografia
Médico, Governador Civil do Distrito de Faro entre 31 de Março de 1881 e 4 de Março de 1886 e Presidente da Câmara Municipal de Faro.

## Casamento e descendência
Casou em Faro, São Pedro, a 20 de Fevereiro de 1860 com Ana Henriqueta Hickling Pereira da Silva (Ponta Delgada, 1836 - ?), filha de Mateus António Pereira da Silva (Vila Real de Santo António, Vila Real de Santo António, 12 de Fevereiro de 1789 - ?), Juiz Conselheiro, e de sua mulher (Ponta Delgada, Fajã, 17 de Março de 1832) Ana Hickling de Medeiros (? - Ponta Delgada, 1836), neta paterna de Agostinho Pereira da Silva, Tenente-Coronel, e de sua mulher Maria Celorico, e neta materna de Joaquim António de Paiva de Medeiros, Médico, e de sua mulher Frances Hickling, Inglesa. Foram pais de Manuel de Bivar Gomes da Costa Weinholtz.